# Ishtiaq Ahmed
Ishtiaq Ahmed, född den 20 december 1962 i Sheikhupura, Pakistan, är en pakistansk landhockeyspelare.
Han tog OS-guld i herrarnas landhockeyturnering i samband med de olympiska landhockeytävlingarna 1984 i Los Angeles.